# Euphalacra
Euphalacra là một chi bướm đêm thuộc phân họ Drepaninae.